# Сундетов, Айтжан
Айтжа́н Сунде́тов (каз. Айтжан Сүндетов; 1894 — 26 августа 1973, село Жанибек) — старший табунщик колхоза Нугайбайского сельсовета Урдинского района Западно-Казахстанской области, Казахская ССР. Герой Социалистического Труда (1949).
С 1930 по 1952 год трудился табунщиком, старшим табунщиком в колхозе Нугайбайского сельсовета Урдинского района. В 1949 году удостоен звания Героя Социалистического Труда за выдающиеся трудовые достижения.
С 1952 по 191954 год работал в колхозе имени Джабула Жанибекского района.
Скончался в 1973 году.

## Награды
- Герой Социалистического Труда — указом Президиума Верховного Совета СССР 22 октября 1949 года
- Орден Ленина